# Kadongdong
Kadongdong is een bestuurslaag in het regentschap Garut van de provincie West-Java, Indonesië. Kadongdong telt 4902 inwoners (volkstelling 2010).